# 脳を鍛えるには運動しかない!
脳を鍛えるには運動しかない!（のうをきたえるにはうんどうしかない!）は、John Rateyの著書。

## 概要
2009年3月25日にNHK出版から出版。アメリカ合衆国では2008年に上梓された。この書籍を執筆した動機というのは、運動が脳の働きをどれほど向上させるかを多くの人が知り、それをモチベーションとして積極的に運動を生活に取り入れるようになるということを目指していたためであった。
この書籍によると運動は脳の基礎構造を物理的に強くするとのことで、運動に熱心だったのに勉強ができるのではなく、運動に熱心だったから勉強もできる可能性が高いとのこと。運動が脳を育てて良い状態を保ち、ストレスや認知症やホルモンバランスなどの様々な悩みを解決するということが明らかにされている。アメリカの全国学力調査と体力調査で脳と運動の相関関係が改めて鮮明になったとする。朝に運動をした子供の成績が上がったり、運動をすることで脳の神経成長因子が35％も増えたり、ストレスや欝を改善して認知機能の衰えを防げることなどが述べられている。
アメリカ合衆国イリノイ州の学区で実践され確認された事実が述べられている。そこでは授業に新しい形の運動を取り入れた結果、肥満の割合が激減すると共に参加した生徒の成績も上がり、加えて生徒たちの協調性や自己肯定間の向上までもが確認できていた。この新しい形の運動というのは0時間目という形で朝に行われた運動であり、個々の目標を定め、生徒たちには心拍計を身に付けさせ、どれだけの時間目標心拍域に達していたかで成績をつけるもので、運動の種類やタイムとは関係の無いものであった。この新しい形の運動の効果は覿面で、生徒たちの成績や精神面や社会性にまで良い影響が認められたのであるが、それは運動を自発的に行うことが必須だからであった。運動というのは自発的に行うことでセロトニン神経系が活性化して、脳内神経を活性化する神経栄養因子の量の増加に繋がるためであった。運動をすることでの脳への血流が促進され、酸素やエネルギーが供給されることによって脳は常に活発に活動する状態となっていたためであった。
この書籍ではどのような運動をすれば良いのかも述べられている。それによると週に4日、30分から1時間ほど最大心拍数60％から65％まで高める運動が奨められ、ウォーキングがちょうど良く、激しい運動よりも続けることを大事にした方が良いとしている。この他には週に2回程度の筋力トレーニングと、週に2回30分程度のヨガやピラティス・メソッドなどの柔軟、バランス運動が奨められている。